# (1026) Ingrid
(1026) Ingrid – planetoida z pasa głównego asteroid okrążająca Słońce w ciągu 3 lat i 141 dni w średniej odległości 2,25 au. Została odkryta 13 sierpnia 1923 roku w Landessternwarte Heidelberg-Königstuhl w Heidelbergu przez Karla Reinmutha. Nazwa planetoidy pochodzi od imienia bratanicy Albrechta Kahrstedta, niemieckiego astronoma, i została nadana jako prezent z okazji jej chrztu. Przed jej nadaniem planetoida nosiła oznaczenie tymczasowe (1026) 1923 NY.